# Ampyx (Lapithe)

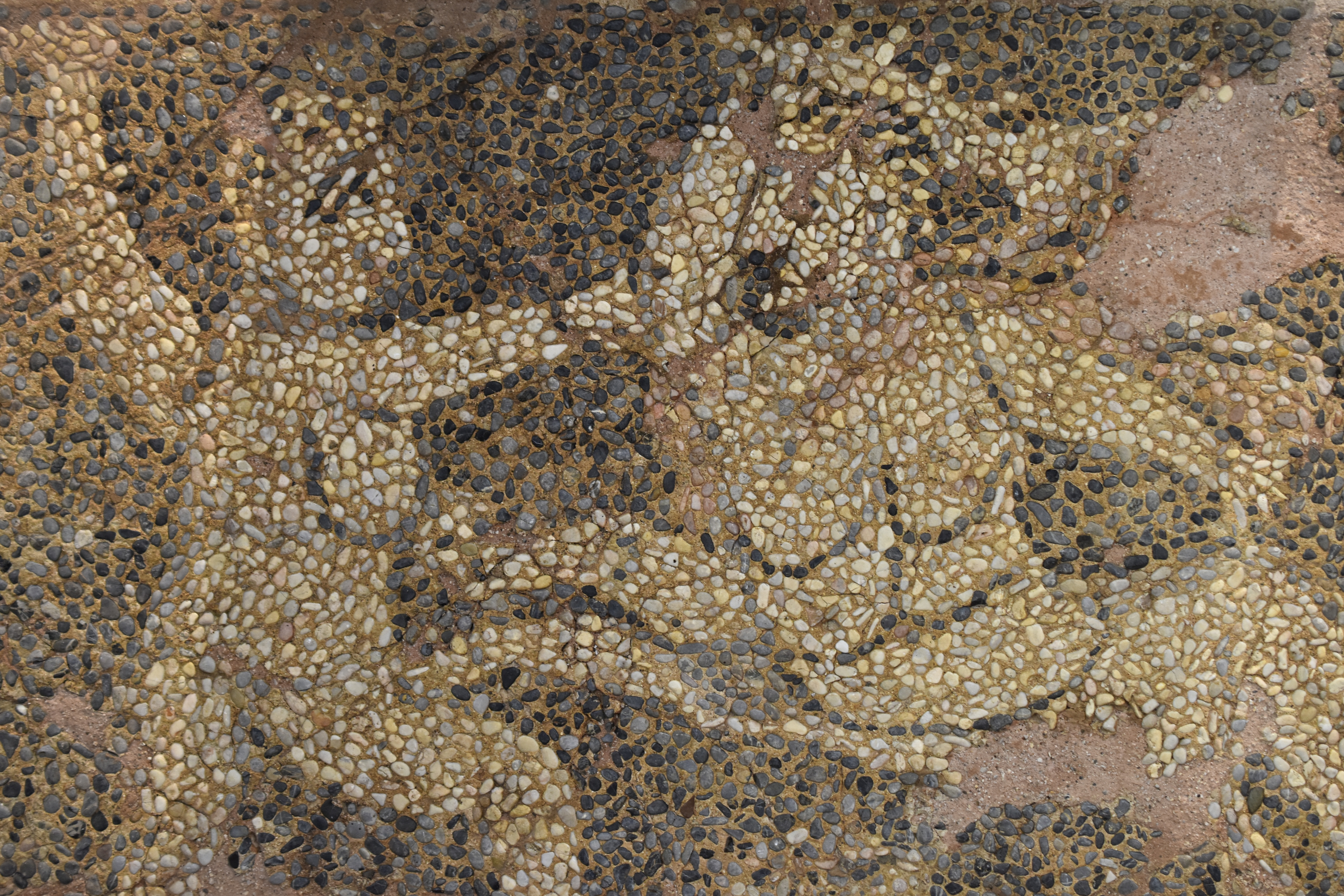
Mosaik, 2. Jh. v. Chr., Lapithe kämpft gegen einen Kentauren.

Ampyx ist in der griechischen Mythologie ein Lapithe, der in der Kentauromachie auf der Hochzeit des Peirithoos auftritt und den Kentauren  Echeklos tötet. Einzige Quelle ist das zwölfte Buch der ovidschen Metamorphosen.

## Name
Ampyx, vom griechischen ἄμπυξ, ámpyx, verwandt mit ἀμπ-έχω, amp-écho, um-hüllen, ist das Stirnband zum Zusammenhalten der Stirnhaare. Es taucht zur Benennung verschiedener Helden (siehe Ampyx oder Ampykos) in den Mythen auf. Die poetische Freiheit erlaubt es auch Ovid, sich des Namens mehrfach „formalhaft“ zu bedienen, ohne „dass er die einzelnen Träger identifizieren (oder differenzieren)“ will. Durch seinen heroischen Hintergrund und Klang kann er ihn gut in der Kentauromachie einsetzen.

## Mythos
Nestor nahm selbst an der Kentauromachie teil und erzählt vor Troja die ganze Geschichte. Im Schlachtgetümmel gewannen die Lapithen die Oberhand und metzelten mehrere Kentauren nieder, darunter Ampyx, der sich den Kentauren Echeklos vornahm:

„Ampyca quid referam, qui quadrupedantis Echecli

fixit in adverso cornum sine cuspide vultu?“

„Was soll ich den Ampyx nennen, der in das zugewandte Gesicht des vierfüßigen (Kentauren) Echeclus die Lanze – sie war ohne Spitze – stieß.“

Ampyx ist ein sonst unbekannter Lapithe, wird aber von Nestor/Ovid aus der Schar nicht nur namentlich, sondern auch mit seiner besonderen Tötungsmethode herausgehoben. Er kämpft mit einer „heroischen“ Waffe (cornum, Lanze), deren Stoß nur mit dem Schaft, denn die eiserne Spitze fehlt (sine cuspide), den Kentauren tötet und ihn zum Sieger macht. Zum weiteren mythologischen Hintergrund und zur literarischen Gestaltung siehe den Artikel Echeklos.